# Cyrtotylus
Cyrtotylus is een geslacht van wantsen uit de familie van de Miridae (blindwantsen). Het geslacht werd voor het eerst wetenschappelijk beschreven door Ernst Evald Bergroth in 1922.

## Soorten
Het genus bevat de volgende soorten:

- Cyrtotylus antoninensis Carvalho, 1989
- Cyrtotylus catarinensis Carvalho, 1989
- Cyrtotylus cruciatus Carvalho & Carpintero, 1991
- Cyrtotylus henryi Carpintero & Cherot, 2018
- Cyrtotylus ricardoi Carvalho, 1988
- Cyrtotylus rondoniensis Carvalho & Costa, 1994
- Cyrtotylus ruber Carvalho & Carpintero, 1991
- Cyrtotylus rubricatus Bergroth, 1922
- Cyrtotylus venezuelanus Carvalho, 1989
- Cyrtotylus wygodzinskyi Carvalho, 1950